# 口湖休息站
口湖休息站位於台灣雲林縣口湖鄉，是西濱快速公路的一座休息站，里程指標為246K。是第一座由交通部公路總局營運的省道快速公路休息站，於2021年2月7日正式開幕。因設於台61線高架橋下，需經由口湖交流道轉接平面側車道（台17線）進入。
休息站計畫是公路總局第五區養護工程處2020年9月規畫，以2700萬元利用高架橋下空間打造休息站，由全家便利商店得標營運，除有停車場、廁所、遊客休息區，也以口湖在地漁村風情和特產意象，美化休息站。

## 外部連結
- 公路總局-第五區養護工程處 台61線口湖休息站 （页面存档备份，存于）
- 中華民國交通部公路局-台61線口湖休息站台61線口湖休息站 （页面存档备份，存于）